# 維氏兔脂鯉
維氏兔脂鯉，為輻鰭魚綱脂鯉目脂鯉亞目上口脂鯉科的其中一個種，分布於南美洲阿拉瓜亞河流域，體長可達13.6公分，棲息在植被生長茂密的靜止水域，生活習性不明。